# Műugrás az 1964. évi nyári olimpiai játékokon
Az 1964. évi nyári olimpiai játékokon a műugrásban négy bajnokot avattak, két férfi és két női számban.

## Éremtáblázat
(A táblázatokban a rendező ország csapata eltérő háttérszínnel, az egyes számoszlopok legmagasabb értéke, vagy értékei vastagítással kiemelve.)
| Az 1964. évi nyári olimpiai játékok éremtáblázata műugrásban | Az 1964. évi nyári olimpiai játékok éremtáblázata műugrásban | Az 1964. évi nyári olimpiai játékok éremtáblázata műugrásban | Az 1964. évi nyári olimpiai játékok éremtáblázata műugrásban | Az 1964. évi nyári olimpiai játékok éremtáblázata műugrásban | Olimpia  |
| ------------------------------------------------------------ | ------------------------------------------------------------ | ------------------------------------------------------------ | ------------------------------------------------------------ | ------------------------------------------------------------ | -------- |
|                                                              | Ország                                                       | Arany                                                        | Ezüst                                                        | Bronz                                                        | Összesen |
| 1.                                                           | Egyesült Államok (USA)                                       | 3                                                            | 2                                                            | 3                                                            | 8        |
| 2.                                                           | Egyesült Német Csapat (EUA)                                  | 1                                                            | 1                                                            | 0                                                            | 2        |
|                                                              |                                                              |                                                              |                                                              |                                                              |          |
| 3.                                                           | Olaszország (ITA)                                            | 0                                                            | 1                                                            | 0                                                            | 1        |
|                                                              |                                                              |                                                              |                                                              |                                                              |          |
| 4.                                                           | Szovjetunió (URS)                                            | 0                                                            | 0                                                            | 1                                                            | 1        |
|                                                              |                                                              |                                                              |                                                              |                                                              |          |
| Összesen                                                     | Összesen                                                     | 4                                                            | 4                                                            | 4                                                            | 12       |

## Érmesek

### Férfi számok
| Az 1964. évi nyári olimpiai játékok érmesei férfi műugrásban |                                             |                                         |                                          |
| Versenyszám                                                  | Arany                                       | Ezüst                                   | Bronz                                    |
| Műugrás                                                      | Kenneth Sitzberger · Egyesült Államok (USA) | Francis Gorman · Egyesült Államok (USA) | Larry Andreasen · Egyesült Államok (USA) |
| Toronyugrás                                                  | Robert Webster · Egyesült Államok (USA)     | Klaus Dibiasi · Olaszország (ITA)       | Thomas Gompf · Egyesült Államok (USA)    |

### Női számok
| Az 1964. évi nyári olimpiai játékok érmesei női műugrásban |                                             |                                             |                                        |
| Versenyszám                                                | Arany                                       | Ezüst                                       | Bronz                                  |
| Műugrás                                                    | Ingrid Krämer · Egyesült Német Csapat (EUA) | Jeanne Collier · Egyesült Államok (USA)     | Mary Willard · Egyesült Államok (USA)  |
| Toronyugrás                                                | Lesley Bush · Egyesült Államok (USA)        | Ingrid Krämer · Egyesült Német Csapat (EUA) | Galina Alekszejeva · Szovjetunió (URS) |